# دين وارد
دين وارد (بالإنجليزية: Dean Ward)‏ هو متزلج جماعي بريطاني، ولد في 30 يونيو 1963 في بورتسموث في المملكة المتحدة.

## وصلات خارجية
- دين وارد على موقع اللجنة الأولمبية الدولية (الإنجليزية)
- دين وارد على موقع أوليمبيديا (الإنجليزية)
- دين وارد على موقع اللجنة الأولمبية البريطانية (الإنجليزية)